# 米洛万·吉拉斯
米洛万·吉拉斯·吉多（1911年6月12日—1995年4月20日），旧译密洛凡·德热拉斯，生于黑山（或译门的内哥罗）科拉欣附近的一个农民家庭，早年曾在贝尔格莱德大学攻读哲学和法律，后来追随铁托参加了南斯拉夫人民解放战争。他曾担任过南共联盟中央执委、中央书记、国民议会议长、副总统。1953年10月至1954年1月，他公开主张把南共联盟变成一个议会民主政党，实行多党制和西方式的民主。1954年1月，南共联盟中央决定将其开除出中央委员会，解除其党内外的一切职务，给予最后警告处分。之后，又把他开除出南共联盟，并逮捕判刑。1961年1月，南斯拉夫当局提前释放吉拉斯。1995年，去世。
他的政治思想被称为吉拉斯主义。

## 生平
1911年，出生于黑山科拉欣附近的农民家庭。1929年，在贝尔格莱德大学，主修哲学和法律。1932年，入团，从事大学里的宣传工作。1933年，入党。之后，被当局逮捕，判处有期徒刑三年。1937年，出狱。
1938年，组织志愿者赴西班牙参加西班牙内战。1940年，南共五次全国代表会议，为南共中央政治局委员，分管宣传和鼓动工作。1941年，德国入侵南斯拉夫后，南斯拉夫成立了以铁托为首的军事委员会，任军事委员会委员。6月，任南斯拉夫人民解放军和游击队最高司令部成员，领导黑山“七·一三”反法西斯武装起义。随南斯拉夫人民解放军和游击队主力撤退至桑扎克地区的兹拉蒂博尔。1942年，在波斯尼亚克拉伊纳领导《战斗报》的编辑和出版工作。11月，在比哈奇会议上当选为南斯拉夫反法西斯人民解放委员会委员。1943年，在亚伊策会议上当选为南斯拉夫反法西斯人民解放委员会主席团委员。1944年，率领军事代表团访问莫斯科，争取苏联的承认和对南共的物资援助。
1945年，和铁托率领党政代表团访问莫斯科，与苏联签署《苏南友好互助和战后合作条约》。 3月，任南斯拉夫民主联邦临时政府黑山总理。1947年，赴波兰什克拉尔斯卡-波伦巴，代表南共出席苏、波、捷、匈、保、罗、南、法、意等欧洲九国共产党、工人党代表会议。1948年，苏南冲突，负责起草南共答复共产党和工人党情报局的文稿。7月，南共五大，为南共中央政治局委员、中央书记处书记兼任中央宣传和鼓动部部长。1949年，为南斯拉夫人民阵线主席团副主席。1952年，南共六大，为南共联盟中央委员、中央执行委员会委员、中央书记，负责思想宣传工作。1953年，为南斯拉夫副总统。12月，为南斯拉夫联邦国民议会主席。
1954年，铁托主持的南共联盟六届三中全会，被撤销党内一切职务。12月，因对美国记者发表攻击南共领导人的言论，以“进行敌意宣传”罪被判刑一年半。1956年，就在美国刊物上发表支持匈牙利革命的言论，被判处三年徒刑。1957年，作品《新阶级：对共产主义制度的分析》一书被偷运出境并在美国出版，被追加七年徒刑。1961年。假释出狱。
1962年，因在西方发表《同斯大林的谈话》，以“泄露国家机密”的罪名被判处五年徒刑。1966年，提前释放，规定五年内不准公开发表他的任何作品。1968年，被禁止出国和禁止在国内出版他的任何著作。1979年，接受英国记者乔治·厄班的访问。1980年，因出版《铁托内幕故事》，引发南斯拉夫舆论界开展大规模的“反吉拉斯运动”。1984年，定居贝尔格莱德。1995年，在贝尔格莱德病逝。

## 著作
- 《新阶级：对共产主义制度的分析》，1957年
- 《铁托内幕故事》（Tito: The Story from Inside），1980年
- 《同斯大林的谈话》（Conversations with Stalin），1962年
- Land without Justice，1958年
- Montenegro，1963年
- The Leper and Other Stories，1964年
- Njegoš: Poet-Prince-Bishop，1966年
- The Unperfect Society: Beyond the New Class，1969年
- Lost Battles，1970年
- Under the Colors，1971年
- The Stone and the Violets，1972年
- Memoir of a Revolutionary，1973年
- Parts of a Lifetime，1975年
- Wartime，1977年
- Rise and Fall，1985年
- Of Prisons and Ideas，1986年